# Zourdine Thior
Zourdine Mouhemmed Thior (n. Dakar, 9 de julio de 1997) es un futbolista senegalés que juega de extremo derecho en las filas de la C.F. Joventut Mollerussa de la Tercera Federación.

## Trayectoria
Thior es un jugador nacido en Dakar y criado en Orio, provincia de Guipúzcoa, es un centrocampista formado en las categorías inferiores del Orioko, Zarautz, Berio FT y Real Sociedad. 
En la temporada 2016-17 formaría parte de la Real Sociedad C de la Tercera División de España, en el que jugaría durante dos temporadas.
El 25 de enero de 2018, firma por el Peña Sport FC de la Segunda División B de España, cedido hasta el final de la temporada con el que disputa 5 partidos.
En la temporada 2018-19, forma parte de la plantilla de la Real Sociedad B de la Segunda División B de España, donde jugaría durante dos temporadas. En su primera temporada en filial txuriurdin disputa 33 partidos en los que anota 7 goles y en la temporada 2019-20 disputa 15 partidos.
El 18 de agosto de 2020, firma por el Académica Coimbra de la Terceira Liga.
El 14 de enero de 2021, regresa a España para firmar por el Real Unión Club de la Segunda División B de España.
El 28 de julio de 2021, firma por el FC Andorra de la Primera División RFEF. En la temporada 2021-22, lograría el ascenso a la Segunda División de España, tras acabar en primera posición del Grupo II de la Primera División RFEF. Su aportación sería de 16 partidos en los que anotaría un gol.
El 2 de agosto de 2022, firma por la UD Logroñés de la Primera División RFEF. Tras agredir a un aficionado del club riojano fue expulsado del equipo.
La temporada 2023-24 fichó por el Club de Fútbol Badalona Futur con el que ganó la Copa RFEF tras imponerse al C.F. Talavera de la Reina y hacer un partido memorable en las semifinales contra el propio equipo riojano que lo expulsó.
El 14 de agosto de 2024 fichó por el Club de Fútbol Joventut Mollerussa de la Tercera Federación.

## Clubes
| Club                     | País     | Año       |
| ------------------------ | -------- | --------- |
| Real Sociedad C          | España   | 2016-2018 |
| Peña Sport FC (cedido)   | España   | 2018      |
| Real Sociedad B          | España   | 2018-2020 |
| Académica Coimbra        | Portugal | 2020      |
| Real Unión Club          | España   | 2021      |
| FC Andorra               | España   | 2021-2022 |
| UD Logroñés              | España   | 2022-2023 |
| C.F Badalona F.          | España   | 2023-2024 |
| C.F. Joventut Mollerussa | España   | 2024-     |

## Títulos
| Título    | Club            | Año  |
| --------- | --------------- | ---- |
| Copa RFEF | C.F Badalona F. | 2023 |